# Estados Federados da Micronésia nos Jogos Olímpicos
Atletas dos Estados Federados da Micronésia (Código COI: FSM) participaram nos Jogos Olímpicos de Verão por quatro vezes, mas ainda tentam ganhar a primeira medalha do país.